# پیناوتا (آریزونا)
پیناوتا (به انگلیسی: Pinaveta) یک منطقهٔ مسکونی در ایالات متحده آمریکا است که در آریزونا واقع شده است. پیناوتا ۱٬۵۴۹ متر بالاتر از سطح دریا واقع شده است.